# Добросово
Добросово (бел. До́брасава) — деревня в Мокранском сельсовете Малоритского района Брестской области Республики Беларусь.

## История
Во второй половине 19 века — начале 20 века деревня в Мокранской волости Кобринского уезда Гродненской губернии Российской Империи.  На 1862 год в составе имения Мокраны, которое принадлежало Райским.
В 1918—1939 в составе Польши. Деревня в Мокранской сельской гмине Кобринского повета Полесского воеводства. 
С 1939 года в БССР. С 12.10.1940 деревня в Мокранском сельсовете Малоритского района Брестской области. В Великую Отечественную войну оккупирована немецкими войсками с конца июня 1941 по июль 1944 года. На фронтах погибли и пропали без вести 8 сельчан. 18.2.1949 образован колхоз «Комсомолец». В 1962—1965 годах в Брестском районе Брестской области. В 1998 году в составе колхоза имени Кирова.

## География
Деревня находится в 24 километрах на северо-восток от города и железнодорожной станции Малорита, и в 52 километрах от Бреста. Транспортные связи по шоссе Брест-Ковель.

## Транспорт
Через деревню проходит местная дорога H784.

## Население[3]
В 1862 году — 6 дворов, 55 жителей.
В 1905 году — 81 житель.
В 1921 году — 12 дворов, 49 жителей.
В 1930 году — 22 двора.
В 1959 году, по переписи населения — 133 жителя.
В 1970 году — 128 жителей.
В 1998 году — 25 домохозяйств, 41 житель.
В 2005 году — 20 домохозяйств, 33 жителя.
В 2009 году — 24 жителя.